# Loretta McNeil
Loretta T. McNeil, ameriška atletinja, * 10. januar 1907, Brooklyn, New York, ZDA, † 24. februar 1988, San Mateo, Kalifornija, ZDA.
Nastopila je na olimpijskih igrah leta 1928 ter osvojila srebrno medaljo v štafeti 4x100 m.